# Unione Sportiva Viterbese 1995-1996
Questa pagina raccoglie le informazioni riguardanti l'Unione Sportiva Viterbese nelle competizioni ufficiali della stagione 1995-1996.

## Rosa
| N. |                   | Ruolo | Calciatore           |
| -- | ----------------- | ----- | -------------------- |
|    | Italia (bandiera) | A     | Andrea Auditore      |
|    | Italia (bandiera) | C     | Roberto Balducci     |
|    | Italia (bandiera) | D     | Pietro Barbaranelli  |
|    | Italia (bandiera) | D     | Giuliano Bernardini  |
|    | Italia (bandiera) | D     | Ernesto Calisti      |
|    | Italia (bandiera) | C     | Carlo Cotroneo       |
|    | Italia (bandiera) | A     | Vittorio Cozzella    |
|    | Italia (bandiera) |       | Fantini              |
|    | Italia (bandiera) |       | Fornasier            |
|    | Italia (bandiera) | P     | Mario Genovese       |
|    | Italia (bandiera) | A     | César Gustavo Ghezzi |
|    | Italia (bandiera) | C     | Domenico Giugliano   |

| N. |                           | Ruolo | Calciatore              |
| -- | ------------------------- | ----- | ----------------------- |
|    | Italia (bandiera)         | P     | Daniele Goletti         |
|    | Italia (bandiera)         | C     | Andrea Guernier         |
|    | Italia (bandiera)         | C     | Alessandro Loreti       |
|    | Italia (bandiera)         | D     | Simone Madocci          |
|    | Costa d'Avorio (bandiera) | C     | Christian Manfredini    |
|    | Italia (bandiera)         | D     | Luca Marcato            |
|    | Italia (bandiera)         | A     | Omar Martinetti         |
|    | Italia (bandiera)         | D     | Christian Martini       |
|    | Italia (bandiera)         | D     | Massimiliano Nardecchia |
|    | Italia (bandiera)         | C     | Simone Tamburro         |
|    | Italia (bandiera)         | D     | Cristian Tosti          |

## Risultati

### Campionato

#### Girone di andata
| 3 settembre 1995 1ª giornata | Astrea | 1 – 0 | Viterbese |  |

| 10 settembre 1995 2ª giornata | Viterbese | 3 – 1 | Catania |  |

| 17 settembre 1995 3ª giornata | Avezzano | 1 – 1 | Viterbese |  |

| 24 settembre 1995 4ª giornata | Viterbese | 1 – 2 | Frosinone |  |

| 1º ottobre 1995 5ª giornata | Albanova | 2 – 1 | Viterbese |  |

| 8 ottobre 1995 6ª giornata | Viterbese | 2 – 0 | Marsala |  |

| 15 ottobre 1995 7ª giornata | Battipagliese | 0 – 0 | Viterbese |  |

| 22 ottobre 1995 8ª giornata | Taranto | 0 – 1 | Viterbese |  |

| 29 ottobre 1995 9ª giornata | Viterbese | 1 – 1 | Matera |  |

| 5 novembre 1995 10ª giornata | Giulianova | 2 – 2 | Viterbese |  |

| 12 novembre 1995 11ª giornata | Viterbese | 3 – 1 | Castrovillari |  |

| 19 novembre 1995 12ª giornata | Fasano | 0 – 0 | Viterbese |  |

| 3 dicembre 1995 13ª giornata | Viterbese | 2 – 1 | Catanzaro |  |

| 10 dicembre 1995 14ª giornata | Sporting Benevento | 3 – 2 | Viterbese |  |

| 17 dicembre 1995 15ª giornata | Viterbese | 1 – 1 | Teramo |  |

| 30 dicembre 1995 16ª giornata | Bisceglie | 0 – 0 | Viterbese |  |

| 7 gennaio 1996 17ª giornata | Viterbese | 2 – 0 | Trani |  |

#### Girone di ritorno
| 14 gennaio 1996 18ª giornata | Viterbese | 1 – 0 | Astrea |  |

| 21 gennaio 1996 19ª giornata | Catania | 0 – 0 | Viterbese |  |

| 28 gennaio 1996 20ª giornata | Viterbese | 1 – 0 | Avezzano |  |

| 4 febbraio 1996 21ª giornata | Frosinone | 2 – 0 | Viterbese |  |

| 11 febbraio 1996 22ª giornata | Viterbese | 1 – 1 | Albanova |  |

| 18 febbraio 1996 23ª giornata | Marsala | 2 – 2 | Viterbese |  |

| 25 febbraio 1996 24ª giornata | Viterbese | 0 – 3 | Battipagliese |  |

| 10 marzo 1996 25ª giornata | Viterbese | 1 – 0 | Taranto |  |

| 17 marzo 1996 26ª giornata | Matera | 0 – 2 | Viterbese |  |

| 24 marzo 1996 27ª giornata | Viterbese | 1 – 0 | Giulianova |  |

| 31 marzo 1996 28ª giornata | Castrovillari | 1 – 1 | Viterbese |  |

| 14 aprile 1996 29ª giornata | Viterbese | 1 – 1 | Fasano |  |

| 20 aprile 1996 30ª giornata | Catanzaro | 1 – 0 | Viterbese |  |

| 28 aprile 1996 31ª giornata | Viterbese | 1 – 0 | Sporting Benevento |  |

| 5 maggio 1996 32ª giornata | Teramo | 1 – 0 | Viterbese |  |

| 12 maggio 1996 33ª giornata | Viterbese | 3 – 1 | Bisceglie |  |

| 19 maggio 1996 34ª giornata | Trani | 0 – 7 | Viterbese |  |